# Eudaemoneura haematosema
Eudaemoneura haematosema is een vlinder uit de familie Stathmopodidae. De wetenschappelijke naam van de soort is voor het eerst geldig gepubliceerd in 1955 door Diakonoff.